# 海亮集團
海亮集團有限公司，簡稱海亮集團（英語：Hailiang Group Company Limited），是在1989年，由創辦人馮海良（董事長馮亞麗之弟）創立位於諸暨市前身「諸暨縣銅材廠」，其1992年改名為「諸暨市銅業公司」，1995年，設立「诸暨市海亮外国语学校」（海亮教育集團旗下），到了1996年設立為「海亮銅業集團有限公司」，業務在全球經營金屬銅業、教育和健康產業。
旗下海亮股份有限公司（深交所：002203）在2001年於總部杭州市設立，而股份在2008年1月17日於深圳證券交易所上市，招股定價為11.17元人民幣，發行新股為5,500万股，集資額為6.1435‬元人民幣。
2019年7月23日，該公司被美國《財富雜誌》獲選為全球500強企排名為第473位。

## 連結
- hailiang.com （页面存档备份，存于）
- jmfcompany.com/ （页面存档备份，存于）